# Павле, престолонаследник Грчке
Павле, престолонаследник Грчке, принц Данске (грч. Παύλος; Атина, 20. мај 1967) је актуелни старешина Грчког краљевског дома као најстарији син Константина II, последњег грчког краља који је владао од 1964. до 1973. године. Старешина Грчке краљевске породице постао је у тренутку очеве смрти 10. јануара 2023. године.
Као унук Фредерика IX је и дански принц. Данска краљица Маргрета II и шпанска краљица Софија су његове тетке, док му је краљ Филип VI од Шпаније брат од тетке.

## Биографија

### Младост и образовање
Рођен је 20. маја 1967. године у палати Татои код Атине, која је служила као друга резиденција Грчке краљевске породице, као друго дете и најстарији син краља Константина II и краљице Ане-Марије. У складу са грчком традицијом, као најстарији син добио је име по свом деди краљу Павлу.
Родио се само месец дана по успостављању режима пуковника који је његовог оца приморао да са породицом оде у емиграцију и настави живот у Риму, иако је Грчка формално остала монархија. Уследиле су бројне неприлике у земљи које су довеле до референдума 1973. године на којем је одбачена монархија. Краљ Константин II је објавио да поштује вољу народа и са породицом наставио да живи у Лондону.
Павле се школовао на Хеленском колеџу у Лондону који су 1980. године основали његови родитељи. Затим је наставио школовање на колеџу у Новом Мексику, да би потом прошао војну обуку на Краљевској војној академији Сендхрст и 1987. године добио чин потпоручника Краљевске шкотске змајеве гарде. Унапређен је у чин поручника у априлу 1989. године, а војну службу је напустио априла 1990. године.
Дипломирао је 1993. године на Школи за иностране послове Универзитета Џорџтаун у Вашингтону. Магистарске студије је завршио на истој школи, заједно са својим рођаком Филипом, будућим краљем Шпаније.

### Каријера
Влада Андреаса Папандреуа је 11. маја 1994. године одузела држављанство краљуКонстантину II и члановима Грчке краљевске породице, укључујући и Павла, уз могућност да им држављанство буде враћено уколико одаберу одређено презиме.
Живи у Њујорку и Лондону, а ради као стручни консултант у области инвестиција. Оснивач је и једног хеџ-фонда.

### Старешина Грчког краљевског дома
Смрћу свог оца краља Константина II, 10. јануара 2023. године, принц Павле је постао фактички старешина бившег Грчког краљевског дома. На очевој сахрани је одржао говор, а медији су преносили да намерава да се тајно пресели у Грчку, што је убрзо демантовано.
Поводом 40 дана од очеве смрти, у једном интервјуу се захвалио свим грађанима који су присуствовали сахрани његовог оца, рекавши да су тиме, били монархисти или не, одали поштовање историјској личности и делу грчке историје. Овом приликом је навео и да ни он, нити његов син неће преузимати никакве званичне дужности, већ да ће само чувати углед краљевске породице.
Као старешина породице је у фебруару 2023. године изјавио саучешће поводом страдања 60 људи у судару возова у Грчкој. Недуго затим, потврдио је да он и његова породица трагају за кућом у године.
Павле је са својом мајком краљицом Аном-Маријом од Данске присуствовао крунисању британског краља Чарлса III и краљице Камиле, 6. маја 2023. године. Јула исте године је дао први интервју за грчку телевизију у којем је поновио да породица никад неће узети презиме Гликсбург, те потврдио да поново живи у Грчкој и додао да је озбиљно заинтересован за грчку политику, али да се никад не би у њу укључио, нити би оснивао било какво политичко удружење.

## Титуле и признања

### Титуле
- 20. мај 1967 − 1. јун 1973.: Његово краљевско височанство Павле, престолонаследник Грчке и престолонаследник Данске;
- 1. јун 1973 − Његово краљевско височанство Павле, бивши престолонаследник Грчке и принц Данске.

### Одликовања

#### Домаћа одликовања
- Грчка краљевска породица
  -  Велики крст Краљевског ордена Спаситеља (по рођењу);
  -  Велики крст са колајном Ордена светих Ђорђа и Константина;
  -  Велики крст Краљевског ордена Ђорђа I;
  -  Велики крст Ордена феникса.

#### Страна одликовања
- Данска: 
  -  Витез Ордена слона (14. јануар 1997).
  -  Јубиларна медаља сребрног јубилеја краљице Маргрете II Данске.